# Drysa
La Drysa (in bielorusso Дры́са?), o Drissa (in russo Дри́сса?), è un fiume della Bielorussia, affluente di destra della Dvina occidentale. Scorre nei distretti di Verchnjadzvinsk e di Rasony della regione di Vicebsk. Lungo parte del letto del fiume corre il confine russo-bielorusso, dividendo il distretto di Rasony (Bielorussia) e il distretto Nevel'skij dell'oblast' di Pskov in Russia.

## Descrizione
Ha origine dal lago Drissy (nella regione di Vicebsk]) e prosegue attraverso una serie di laghi; l'area di drenaggio è prevalentemente all'interno della pianura di Polack. La lunghezza del fiume è di 183 km, l'area del bacino è di 6 420 km² (circa 1 500 km² in territorio russo). La portata media annua dell'acqua alla foce è di 40 m³/s. La valle del fiume è molto paludosa, larga 200-500 metri. La larghezza della pianura alluvionale è di 100-500 metri. Sfocia nella Dvina occidentale nella città di Verchnjadzvinsk.
I maggiori affluenti sono la Nišča (lungo 85 km) e la Svol'na (99 km) ambedue provenienti dalla destra idrografica.